# جوناثان دين
جوناثان دين (بالإنجليزية: Jonathan Dean)‏ هو لاعب كرة قدم أمريكي في مركز الدفاع، ولد في 15 مايو 1997 في ماكون في الولايات المتحدة. لعب مع بيرمينغهام لجيون.

## وصلات خارجية
- جوناثان دين على موقع الدوري الأمريكي (الإنجليزية)
- جوناثان دين على موقع قاعدة بيانات كرة القدم.إي يو (الإنجليزية)
- جوناثان دين على موقع Soccerway.com (الإنجليزية)